# Sullivan Barrera
Sullivan Barrera (ur. 25 lutego 1982) – kubański bokser, juniorski mistrz świata z 2000 r., zawodowiec wagi półciężkiej. 

## Kariera amatorska
W lutym 2000 został mistrzem Kuby juniorów w kategorii średniej. W finale pokonał Reinera Munoza. W listopadzie tego samego roku został juniorskim mistrzem świata w kategorii średniej. Barrera rywalizację rozpoczął od 1/8 finału, w którym pokonał reprezentanta Szwecji Michę Tabagouę 24:4. W ćwierćfinale pokonał Niemca Sebastiana Grothe, zwyciężając na punkty (22:7). W walce o finał, Sullivan pokonał reprezentanta USA Chada Dawsona, a w finale pokonał Węgra Imre Szello.
W 2003 i 2004 zajmował 3. miejsce na mistrzostwach Kuby, rywalizując w kategorii średniej.

## Kariera zawodowa
Po ucieczce z Kuby, Sullivan karierę zawodową rozpoczął w 2009 r. 16 kwietnia 2011 pokonał byłego pretendenta do mistrzostwa świata Epifiano Mendozę, zwyciężając na punkty w czterorundowym pojedynku. W swoim następnym pojedynku, który odbył się 24 czerwca 2011 r. pokonał Franka Painesa, zdobywając tytuły WBO Latino Interim oraz WBA Fedelatin w kategorii półciężkiej. Kubańczyk zwyciężył przez nokaut w drugiej rundzie.
30 stycznia 2015 w Mashantucket w Connecticut Sulliva pokonał przez techniczny nokaut w czwartej rundzie w ośmiorundowym pojedynku byłego mistrza świata Amerykanina Jeffa Lacy'ego.
26 marca 2016 w Oakland przegrał na punkty 109:117, 109:119 i 108:117 z Amerykaninem Andre Wardem (29-0, 15 KO).
25 listopada 2017 w Nowym Jorku pokonał na punkty 97:90, 97:89 i 98:88 pięściarza z Dominikany Felixa Valery (15-2, 13 KO).
3 listopada 2018 na Brooklynie pokonał jednogłośnie na punkty 98:92, 99:9 i 99:9 Seana Monaghana (29-2, 17 KO).